# Komo-Mondah
Komo-Mondah är ett departement i Gabon. Det ligger i provinsen Estuaire, i den nordvästra delen av landet, 40 km sydost om huvudstaden Libreville. Antalet invånare är 90 096.